# Live at the Beacon Theater
Pour plus de détails, voir Fiche technique et Distribution.
Live at the Beacon Theater est le quatrième spectacle de l'humoriste américain Louis C.K., et a eu lieu au Beacon Theatre de Manhattan (New York). Il a été retransmis sur la chaine FX.
Contrairement à la norme de production des spectacles de stand-up à la télévision américaine, celui-ci est vendu directement depuis le site de Louis C.K. au prix de 5,00 $, sans GND. La performance filmée date seulement d'un mois avant sa diffusion, contrairement à son spectacle Hilarious, tourné un an et demi avant la sortie de la vidéo.
Live at the Beacon Theater est dédié à un de ses comiques favoris, Patrice O'Neal, mort quelques mois auparavant. Il a remporté un Primetime Emmy Award du meilleur scénario et reçu trois nominations.

## Pistes
| No  | Titre                        | Durée |
| --- | ---------------------------- | ----- |
| 1.  | Intro                        | 2:12  |
| 2.  | Let's Get Started            | 2:16  |
| 3.  | What To Do When You're Dead  | 4:46  |
| 4.  | Sexual Perversion in America | 1:49  |
| 5.  | Weird Baby                   | 1:13  |
| 6.  | Soldier on a Plane           | 3:31  |
| 7.  | Nice Guy in an Elevator      | 1:32  |
| 8.  | Rental Car                   | 3:24  |
| 9.  | Candy Wrapper                | 1:46  |
| 10. | White People                 | 5:20  |
| 11. | Clifford the Big Red Dog     | 2:42  |
| 12. | Board Games                  | 2:19  |
| 13. | I Hate This One Kid          | 10:10 |
| 14. | Memories                     | 3:20  |
| 15. | Too Old For Drugs            | 8:09  |
| 16. | Constant Sexual Thoughts     | 6:12  |
| 17. | Outro                        | 1:43  |